# 230
230（二百三十、にひゃくさんじゅう）は自然数、また整数において、229の次で231の前の数である。

## 性質
- 230は合成数であり、約数は1, 2, 5, 10, 23, 46, 115, 230である。
  - 約数の和は432。
  - 約数の個数が3連続で同じになる8番目の数である。1つ前は217、次は242。
- 21番目の楔数である。1つ前は222、次は231。
  - 230と231は共に楔数であり、このような連続する整数の組としては最小である。次は (285, 286) 。(オンライン整数列大辞典の数列 A215217)
- 71番目のハーシャッド数である。1つ前は228、次は234。
  - 5を基とする4番目のハーシャッド数である。1つ前は140、次は320。
  - 楔数がハーシャッド数になる10番目の数である。1つ前は222、次は266。
- 2302 + 1 = 52901であり、n 2 + 1 が素数になる39番目の数である。1つ前は224、次は236。
- 230 = 62 + 72 + 82 + 92
  - 4連続自然数の平方和で表すことができる6番目の数である。1つ前は174、次は294。
- 206 = 12 + 22 + 152 = 32 + 52 + 142 = 32 + 102 + 112 = 52 + 62 + 132 = 72 + 92 + 102
  - 3つの平方数の和5通りで表せる3番目の数である。1つ前は206、次は266。(オンライン整数列大辞典の数列 A025325)
  - 異なる3つの平方数の和5通りで表せる2番目の数である。1つ前は206、次は266。(オンライン整数列大辞典の数列 A025343)
- 約数の和が230になる数は1個ある。(229) 約数の和1個で表せる50番目の数である。1つ前は222、次は242。
- 各位の和が5になる15番目の数である。1つ前は221、次は302。

## その他 230 に関連すること
- 西暦230年
- 紀元前230年
- 年始から数えて230日目は8月18日、閏年は8月17日。
- EUで共通に使われている電圧は230V。
- 日産セドリック・グロリアの1971年 - 1975年に製造されたモデルの型式。
- 国鉄230形蒸気機関車
- 京浜急行電鉄デハ230形電車 - 湘南電気鉄道デ1形電車を参照。
- 第230代ローマ教皇はインノケンティウス9世（在位：1591年10月29日～12月30日）である。
- DFS 230 (滑空機)
- UFC 230
- AK-230
- A-230
- ホンダ・XL230
- ネ230 (エンジン)
- 2月30日は、グレゴリオ暦では存在しない日付。
- 230 × 10−2 = 2.30 は常用対数 log10e の逆数の近似値である。(オンライン整数列大辞典の数列 A002392)
- 空間群は全部で230種類存在する。